# Limira
Limira (en grec antic: Λίμυρα o Λιμύρα, llatí: Limyra) era una antiga ciutat de Lícia a la costa sud de l'Àsia Menor, a la riba del riu Limiros, a uns 20 estadis de la seva desembocadura, segons diu Estrabó.
Les seves ruïnes són al cap Fineka, a uns 6 km a l'est de la vila turca de Finike, (antigament Fenicunt) a la província d'Atalea, i estan formades per un teatre, nombroses tombes excavades a les roques, alguns sarcòfags, baixos relleus i inscripcions gregues i lícies.
De la seva història es coneix molt poca cosa. L'esmenten Estrabó, Claudi Ptolemeu, Estèfan de Bizanci i altres.
El príncep Artifi, mort en rebel·lió contra Darios II de Pèrsia (va donar suport a la revolta d'Arsites) va deixar un fill Arimes (Arimas) que va ser un oficial superior sota Cir el Jove, i va establir una dinastia local a Limira; l'ossera de la família encara es conserva. A la ciutat va morir Gai Cèsar el fill adoptiu d'August, segons diu Gai Vel·lei Patèrcul. Segons la Notitiae Episcopatuum, a l'època cristiana era un bisbat sufragani de Mira, del qual es coneixen sis bisbes: Diòtim (esmentat per Basili de Cesarea), Lupicí (que va assistir al Primer Concili de Constantinoble el 381), Esteve (assistent al Concili de Calcedònia el 451), Teodor (que va estar present al Concili de Constantinoble II el 553), Leo (assistent al II Concili de Nicea el 787) i Nicèfor (present al Concili de Constantinoble IV del 879). La seu va restar vacant al segle xiii quan segurament la ciutat es va despoblar.